# Kulula.com
kulula.com, действующая также как Kulula Air, — южноафриканская бюджетная авиакомпания со штаб-квартирой в Кемптон-Парк (Экурхулени, Гаутенг, близ Йоханнесбурга, ЮАР), являющаяся дочерним подразделением регионального перевозчика Comair.
Портом приписки компании и её главным транзитным узлом (хабом) является Международный аэропорт имени О. Р. Тамбо в Йоханнесбурге. Маршрутная сеть перевозчика охватывает все крупные аэропорты ЮАР, а также аэропорты Намибии, Маврикия, Замбии и Зимбабве.

## История
Авиакомпания kulula.com была основана в июле 2001 года и начала операционную деятельность в следующем месяце. Компания создана в качестве дочернего подразделения авиакомпании Comair (которая сама работает по франчайзинговому договору с британским флагманом British Airways) для удовлетворения пассажирского спроса на авиарейсы с билетами по ценам бюджетного уровня.

## Маршрутная сеть

### Африка
- Маврикий — Международный аэропорт имени сэра Сивусагура Рамгулама
- Намибия
  - Виндхук — Международный аэропорт имени Хозеа Кутако
- Южная Африка
  - Кейптаун — Международный аэропорт Кейптаун
  - Дурбан — Международный аэропорт имени короля Чаки
  - Джордж — Аэропорт Джордж
  - Йоханнесбург — Международный аэропорт имени О. Р. Тамбо, хаб
  - Лансерия — Аэропорт Лансерия
  - Порт-Элизабет — Аэропорт Порт-Элизабет
- Зимбабве
  - Хараре — Международный аэропорт Хараре

## Флот
По состоянию на декабрь 2012 года воздушный флот авиакомпании kulula.com составляли следующие самолёты со средним возрастом авиапарка в 9 лет:

## Ливреи
Самолёты авиакомпании имеют широкую известность благодаря своим уникальным, зачастую в юмористическом ключе, раскрасках. Один из самолётов kulula.com имеет ливрею с наглядными указаниями и подписями к каждой части фюзеляжа.

## Реклама
В 2010 году оргкомитет Международной Федерации футбола подал жалобу на авиакомпанию kulula.com, которая запустила рекламу с новым слоганом «Неофициальный перевозчик „Сами-Знаете-Кого“» (англ. "Unofficial National Carrier of the You-Know-What"), после чего руководство компании было вынуждено снять данный слоган из рекламных роликов.